# Nieder-Mörlen
Nieder-Mörlen ist nach der Einwohnerzahl neben der Kernstadt der größte Stadtteil von Bad Nauheim im hessischen Wetteraukreis.

## Geographische Lage
Nieder-Mörlen liegt am nördlichen linken Ufer der Usa und nördlich der Kernstadt Bad Nauheim. Die Bebauungen gehen ineinander über. Jenseits der Usa erhebt sich der 269 Meter hohe Eichberg, der zum Nauheimer Taunussporn zählt und den östlichsten Gipfel des Taunushauptkamms im Hohen Taunus darstellt. Die Gemarkungsfläche beträgt 576 Hektar, davon sind 86 Hektar bewaldet (Stand: 1961).

## Geschichte

### Ortsgeschichte
In der Gemarkung des Ortes wurde eine Siedlung der Linearbandkeramik mit Kreisgrabenanlage ausgegraben. Die älteste erhaltene Erwähnung des Ortes stammt von 790.

Nieder-Mörlen gehörte zum Kurfürstentum Mainz und blieb deshalb römisch-katholisch. Die barocke Kirche St. Mariä Himmelfahrt wurde 1754 geweiht. 1780 wurde die Usa-Kapelle erbaut. Die evangelische Christuskirche wurde erst 1956/57 errichtet. 1803 kam der Ort zur Landgrafschaft Hessen-Darmstadt, die kurz darauf zum Großherzogtum Hessen avancierte. 1821 wurden dort auch auf der unteren Ebene die Rechtsprechung von der Verwaltung getrennt. 
 Die bisher von den Ämtern wahrgenommenen Aufgaben wurden Landräten (zuständig für die Verwaltung) und Landgerichten (zuständig für die Rechtsprechung) übertragen. Nieder-Mörlen kam so zum Landratsbezirk Butzbach, dessen Sitz 1829 nach Friedberg verlegt und der in Landratsbezirk Friedberg umbenannt wurde. Ab 1832 gehörte es zum Kreis Friedberg. Hinsichtlich der Rechtsprechung gehörte der Ort ab 1821 zum Landgericht Friedberg, ab 1843 zum Landgericht Butzbach, ab 1853 erneut zum Landgericht Friedberg, ab 1867 zum Landgericht Nauheim, ab 1879 zum Amtsgericht Nauheim und seit 1968 zum Amtsgericht Friedberg.
Hessische Gebietsreform (1970–1977)
Im Zuge der Gebietsreform in Hessen wurde die bis dahin selbständige Gemeinde Nieder-Mörlen zum 1. August 1972 kraft Landesgesetzes in die Stadt Bad Nauheim eingegliedert. Für den Stadtteil Nieder-Mörlen wurde, wie für die anderen eingegliederten ehemals eigenständigen Gemeinden sowie die Kernstadt Ortsbezirke eingerichtet.

### Verwaltungsgeschichte im Überblick
Die folgende Liste zeigt die Staaten und Verwaltungseinheiten, denen Nieder-Mörlen angehört(e):
- vor 1803: Heiliges Römisches Reich, Kurfürstentum Mainz, Unteres Erzstift, Oberamt Höchst und Königstein, Amt und Kellerei Vilbel und Rockenberg, Amtsvogtei Rockenberg
- ab 1803: Heiliges Römisches Reich, Landgrafschaft Hessen-Darmstadt,[Anm. 2] Fürstentum Oberhessen, Amt Rockenberg[10]
- ab 1806: Großherzogtum Hessen,[Anm. 3] Fürstentum Oberhessen, Amt Rockenberg
- ab 1815: Großherzogtum Hessen, Provinz Oberhessen, Amt Friedberg[11]
- ab 1821: Großherzogtum Hessen, Provinz Oberhessen, Landratsbezirk Butzbach[Anm. 4]
- ab 1829: Großherzogtum Hessen, Provinz Oberhessen, Verlegung und Umbenennung in Landratsbezirk Friedberg
- ab 1832: Großherzogtum Hessen, Provinz Oberhessen, Kreis Friedberg
- ab 1848: Großherzogtum Hessen, Regierungsbezirk Friedberg
- ab 1852: Großherzogtum Hessen, Provinz Oberhessen, Kreis Friedberg
- ab 1867: Norddeutscher Bund, Großherzogtum Hessen, Provinz Oberhessen, Kreis Friedberg
- ab 1871: Deutsches Reich, Großherzogtum Hessen, Provinz Oberhessen, Kreis Friedberg
- ab 1918: Deutsches Reich, Volksstaat Hessen, Provinz Oberhessen, Kreis Friedberg
- ab 1938: Deutsches Reich, Volksstaat Hessen, Landkreis Friedberg[12][Anm. 5]
- ab 1945: Deutsches Reich, Amerikanische Besatzungszone,[Anm. 6] Groß-Hessen, Regierungsbezirk Darmstadt, Landkreis Friedberg
- ab 1946: Deutsches Reich, Amerikanische Besatzungszone, Hessen, Regierungsbezirk Darmstadt, Landkreis Friedberg
- ab 1949: Bundesrepublik Deutschland, Hessen, Regierungsbezirk Darmstadt, Landkreis Friedberg
- ab 1972: Bundesrepublik Deutschland, Hessen, Regierungsbezirk Darmstadt, Wetteraukreis, Stadt Bad Nauheim

## Bevölkerung

### Einwohnerentwicklung
| Nieder-Mörlen: Einwohnerzahlen von 1834 bis 2019 | Nieder-Mörlen: Einwohnerzahlen von 1834 bis 2019 | Nieder-Mörlen: Einwohnerzahlen von 1834 bis 2019 | Nieder-Mörlen: Einwohnerzahlen von 1834 bis 2019 | Nieder-Mörlen: Einwohnerzahlen von 1834 bis 2019 |
| --- | ------------------------------------------------ | ------------------------------------------------ | ------------------------------------------------ | ------------------------------------------------ |
| Jahr |                                                  |                                                  |                                                  | Einwohner                                        |
| 1834 | 1834                                             |                                                  | 666                                              | 666                                              |
| 1840 | 1840                                             |                                                  | 795                                              | 795                                              |
| 1846 | 1846                                             |                                                  | 822                                              | 822                                              |
| 1852 | 1852                                             |                                                  | 865                                              | 865                                              |
| 1858 | 1858                                             |                                                  | 821                                              | 821                                              |
| 1864 | 1864                                             |                                                  | 836                                              | 836                                              |
| 1871 | 1871                                             |                                                  | 752                                              | 752                                              |
| 1875 | 1875                                             |                                                  | 700                                              | 700                                              |
| 1885 | 1885                                             |                                                  | 707                                              | 707                                              |
| 1895 | 1895                                             |                                                  | 697                                              | 697                                              |
| 1905 | 1905                                             |                                                  | 887                                              | 887                                              |
| 1910 | 1910                                             |                                                  | 911                                              | 911                                              |
| 1925 | 1925                                             |                                                  | 1.123                                            | 1.123                                            |
| 1939 | 1939                                             |                                                  | 1.332                                            | 1.332                                            |
| 1946 | 1946                                             |                                                  | 1.726                                            | 1.726                                            |
| 1950 | 1950                                             |                                                  | 1.860                                            | 1.860                                            |
| 1956 | 1956                                             |                                                  | 2.073                                            | 2.073                                            |
| 1961 | 1961                                             |                                                  | 2.437                                            | 2.437                                            |
| 1967 | 1967                                             |                                                  | 3.857                                            | 3.857                                            |
| 1970 | 1970                                             |                                                  | 4.051                                            | 4.051                                            |
| 1980 | 1980                                             |                                                  | ?                                                | ?                                                |
| 1990 | 1990                                             |                                                  | ?                                                | ?                                                |
| 2000 | 2000                                             |                                                  | ?                                                | ?                                                |
| 2010 | 2010                                             |                                                  | 5.200                                            | 5.200                                            |
| 2011 | 2011                                             |                                                  | 5.124                                            | 5.124                                            |
| 2016 | 2016                                             |                                                  | 5.476                                            | 5.476                                            |
| 2019 | 2019                                             |                                                  | 5.776                                            | 5.776                                            |
| Datenquelle: Historisches Gemeindeverzeichnis für Hessen: Die Bevölkerung der Gemeinden 1834 bis 1967. Wiesbaden: Hessisches Statistisches Landesamt, 1968. Weitere Quellen: LAGIS; Stadt Bad Nauheim (web archiv): 2010, 2016, 2019; Zensus 2011 |                                                  |                                                  |                                                  |                                                  |

### Einwohnerstruktur 2011
Nach den Erhebungen des Zensus 2011 lebten am Stichtag dem 9. Mai 2011 in Nieder-Mörlen 5124 Einwohner. Darunter waren 477 (9,3 %) Ausländer. Nach dem Lebensalter waren 867 Einwohner unter 18 Jahren, 2058 zwischen 18 und 49, 1008 zwischen 50 und 64 und 1191 Einwohner waren älter. Die Einwohner lebten in 2424 Haushalten. Davon waren 912 Singlehaushalte, 681 Paare ohne Kinder und 588 Paare mit Kindern, sowie 186 Alleinerziehende und 57 Wohngemeinschaften. In 627 Haushalten lebten ausschließlich Senioren und in 1560 Haushaltungen lebten keine Senioren.

### Historische Religionszugehörigkeit
- 1961: 641 evangelische (= 26,30 %), 1732 katholische (= 71,07 %)[1]

## Politik

### Ortsbeirat
Für Nieder-Mörlen besteht ein Ortsbezirk (Gebiete der ehemaligen Gemeinde Nieder-Mörlen) mit Ortsbeirat und Ortsvorsteher nach der Hessischen Gemeindeordnung.
Der Ortsbeirat besteht aus fünf Mitgliedern. Bei den Kommunalwahlen in Hessen 2021 betrug die Wahlbeteiligung zum Ortsbeirat 55,73 %. Dabei wurden gewählt: zwei Mitglieder der Liste „Freien Wähler / Unabhängige Wählergemeinschaft Bad Nauheim“ (FW), sowie je ein Mitglied der CDU, der  SPD und der FDP. Der Ortsbeirat wählte Matthias Lüder-Weckler (FW) zum Ortsvorsteher.

### Wappen
Am 28. Februar 1964 wurde der Gemeinde Nieder-Mörlen im damaligen Landkreis Friedberg ein Wappen mit folgender Blasonierung verliehen: In Gold auf blauem Schrägkreuz aufgelegt ein rotes Herzschild mit einem silbernen, ein schwarzes Kreuz tragenden und in einen Kelch blutenden Lamm.

## Kultur und Sehenswürdigkeiten

### Bauwerke
- Im Kirchhof der Pfarrkirche Maria Himmelfahrt steht das Mordkreuz von Nieder-Mörlen.
- Christuskirche (Nieder-Mörlen) (1957)
- Die Erdzeituhr des Geologischen Lehrgartens an der Frauenwaldhalle ermöglicht eine steinerne „Zeitreise“ durch die Entwicklungsgeschichte der Erde. Informationstafeln geben Erläuterungen.

### Kulturdenkmäler
Siehe Liste der Kulturdenkmäler in Nieder-Mörlen

### Wanderwege
- Der Lutherweg 1521 führt durch Nieder-Mörlen.
- Ein Jakobsweg von Frankfurt nach Marburg führt über Nieder-Mörlen.[17]
- Ein Obstlehrpfad beginnt an der Usa-Kapelle und führt etwa 1,2 Kilometer bergauf bis zum Eichwald. Er wurde nach der Landesgartenschau Bad Nauheim 2010 angelegt und umfasst etwa 300 Obstbäume, an denen Hinweistafeln über die regionaltypischen oder seltenen Sorten informieren.[18]

## Infrastruktur

### Öffentliche Einrichtungen
Die Frauenwaldhalle wird als Mehrzweckhalle von lokalen Sportvereinen und für Veranstaltungen genutzt.

### Bildung
- Evangelische Kindertagesstätte an der Christuskirche
- Kindertagesstätte Maria Himmelfahrt
- Die Frauenwaldschule ist eine Grundschule mit Förderstufe (Klasse 5 und 6), die von rund 300 Kindern besucht wird.[20][21]

## Verkehr

### Öffentliche Verkehrsmittel
Nieder-Mörlen gehört zum Rhein-Main-Verkehrsverbund. Es ist über die Stadtbuslinien FB-11 und FB-35 an den Bahnhof Bad Nauheim angebunden. FB-11 führt von Nieder-Mörlen über den Bahnhof bis zum Usa-Wellenbad. FB-35 führt vom Bahnhof über Nieder-Mörlen nach Ober-Mörlen und teils weiter bis Usingen.

### Straßen
Die Bundesstraße 275 und die Bundesstraße 3 bilden im Westen, Norden und Osten der Ortslage eine Ortsumfahrung. Über die B 275 ist Nieder-Mörlen im Westen durch die Abfahrt Ober-Mörlen an die Bundesautobahn (BAB) A 5/E 451 angeschlossen.